# Government Cheese
Government Cheese är en amerikansk dramakomediserie som hade premiär den 16 april 2025 på Apple TV+. Serien som är skapad av Paul Hunter och Aeysha Carr och regisserad av Øystein Karlsen består av 10 avsnitt.

## Handling
Serien utspelar sig i San Fernando Valley och handlar om den egendomliga familjen Chambers. När Hampton Chambers släpps från fängelset blir hans efterlängtade familjeåterförening inte riktigt som han hade planerat.

## Rollista (i urval)
- David Oyelowo – Hampton Chambers
- Simone Missick – Astoria Chambers
- Bokeem Woodbine
- Adam Beach
- Sunita Mani
- Jahi Winston
- Evan Alexander Ellison
- Jeremy Bobb
- Louis Cancelmi
- Stephen Schneider